# Doris Salcedo

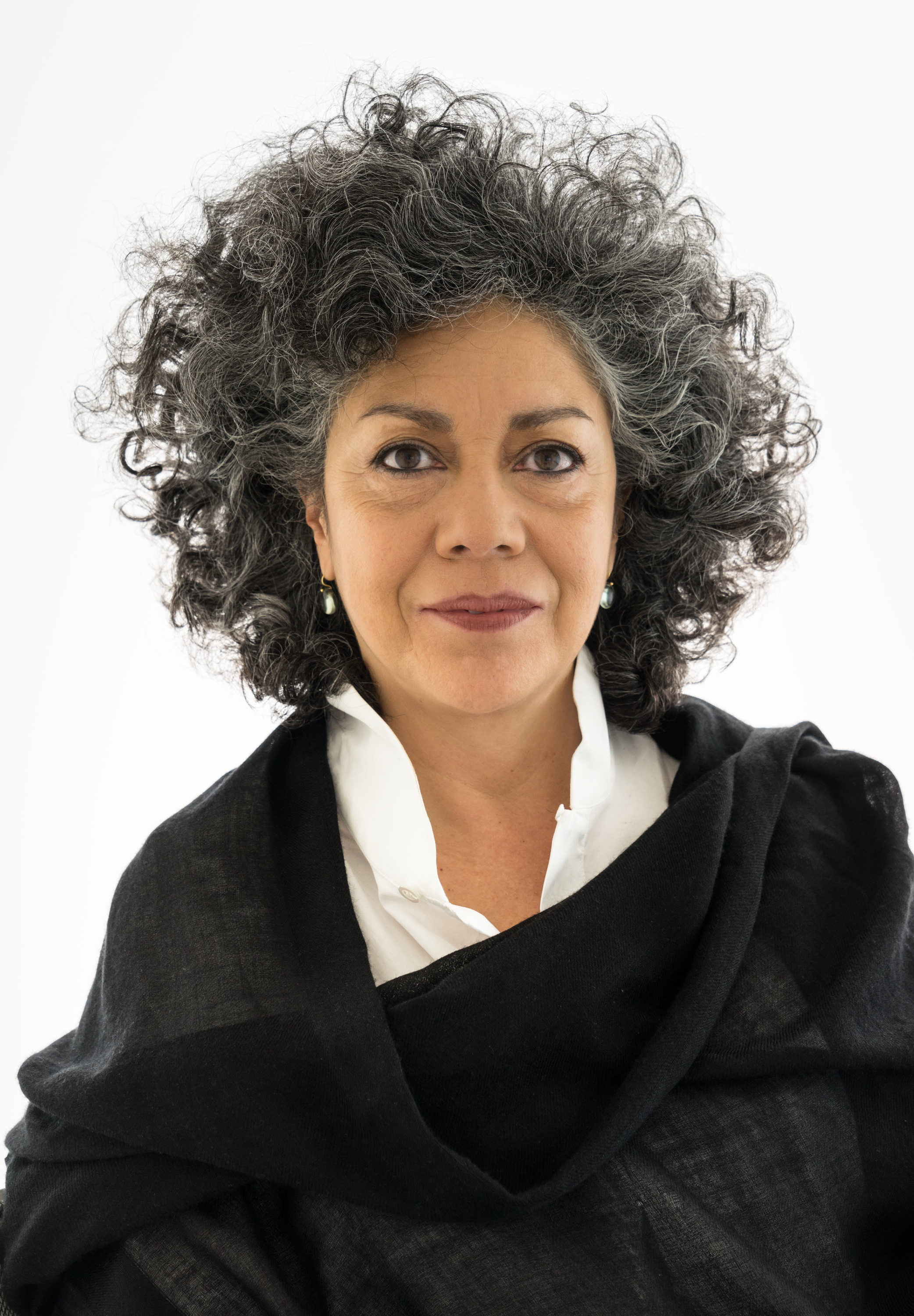
Doris Salcedo (2015)

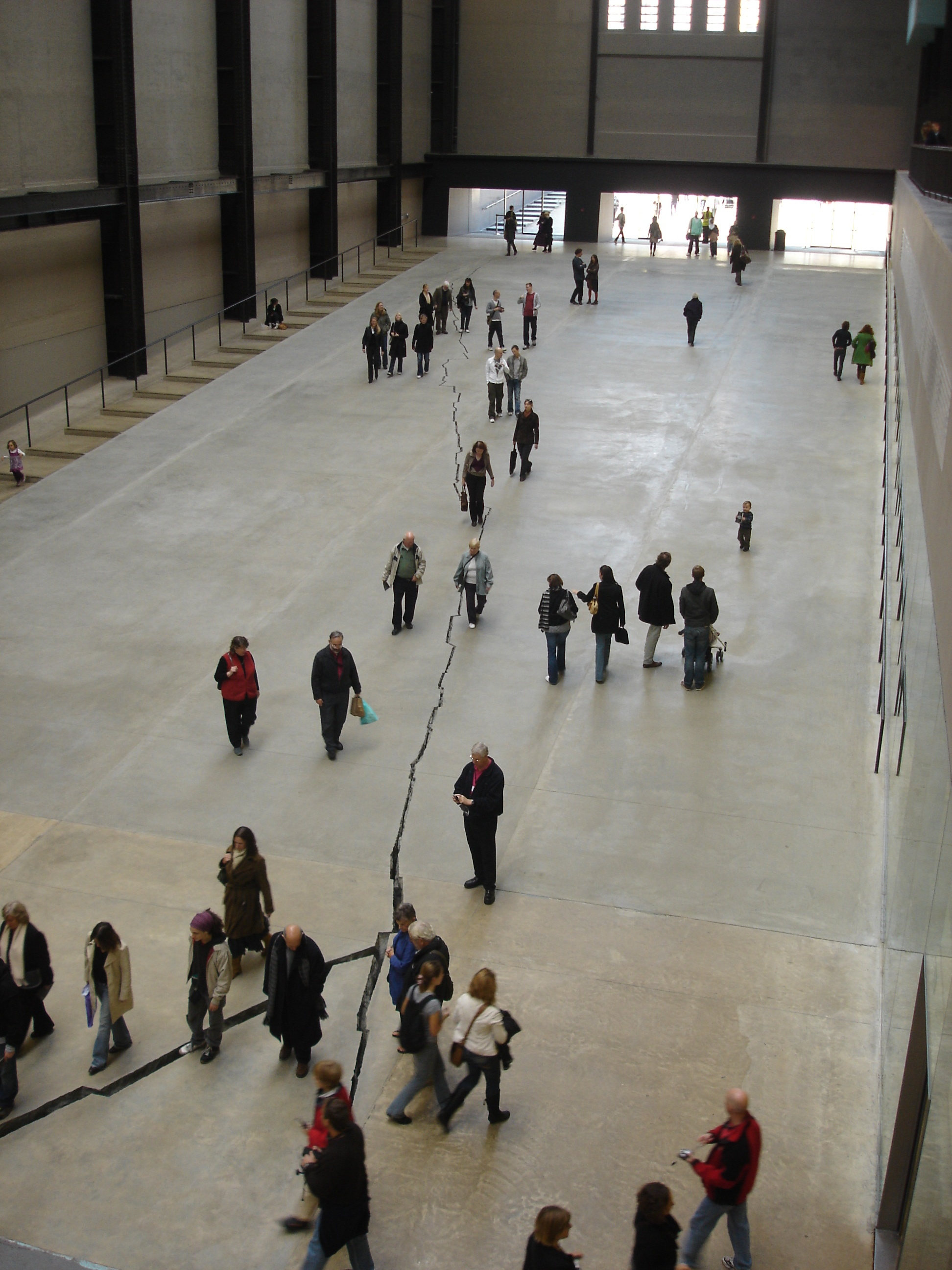
Shibboleth Tate Modern

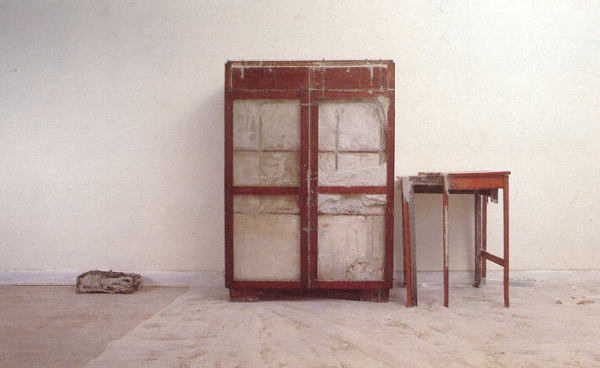
Werk von Doris Salcedo

Doris Salcedo (* 1958 in Bogotá) ist eine kolumbianische Plastikerin und Installationskünstlerin.

## Leben und Werk
Doris Salcedo studierte Malerei bei Beatriz González sowie Kunstgeschichte an der Jorge Tadeo Lozano University in Bogota.
Salcedo absolvierte 1980 den Bachelor of Fine Arts Jorge Tadeo Lozano University in Bogota und 1984 den Master of Fine Arts an der New York University.
Ihre Arbeit ist von ihren Lebenserfahrungen in Kolumbien, von ihrer persönlichen Geschichte beeinflusst. Alltagsgegenstände wie zum Beispiel Holzmöbel, Kleidung, Beton, Gras und Rosenblätter verwendet sie in ihren Installationen. Salcedos Arbeiten sind geprägt von der Auseinandersetzung mit Schmerz, Trauma und Verlust. Mitglieder ihrer eigenen Familie gehörten zu den Desaparecidos, und ihre Arbeit beschäftigt sich mit der Tatsache, dass der Tod eines geliebten Menschen zwar betrauert werden kann, sein Verschwinden jedoch eine unerträgliche Leere hinterlässt.

„I am a Third World artist. Her artwork emerges from that perspective—from the perspective of the victim, from the perspective of the defeated...What I’m trying to get out of these pieces is that element that is common in all of us. And in a situation of war, we all experience it in much the same way, either as victim or perpetrator. So I’m not narrating a particular story. I’m just addressing experiences.“

## Ausstellungen (Auswahl)

### Einzelausstellungen
- 2007: Shibboleth, Turbine Hall, Tate Gallery of Modern Art, London
- 2017: Palimpsest, Palacio de Cristal, Museo Reina Sofía, Madrid
- 2019: Doris Salcedo – Tabula Rasa, Kunsthalle St. Annen, Lübeck
- 2022: Palimpsest, Fondation Beyeler, Riehen bei Basel
- 2023: Doris Salcedo, Fondation Beyeler, Riehen bei Basel

### Gruppenausstellungen
- 1998: 24. Biennale von São Paulo
- 2002: Imagine, You Are Standing Here in Front Of Me Museum Boijmans Van Beuningen, Rotterdam
- 2002: Documenta11, Kassel
- 2008: NeoHooDoo: Art for a Forgotten Faith, MoMA PS1, Long Island City, New York
- 2013: Lasting Images, Solomon R. Guggenheim Museum, New York
- 2014: Die Narben des Ersten Weltkriegs in der zeitgenössischen Kunst, Kunsthalle Mainz, Mainz
- 2016: A Slow Succession with Many Interruptions, San Francisco Museum of Modern Art,  San Francisco[5]

## Auszeichnungen (Auswahl)
- 1995: Guggenheim-Stipendium
- 2005: Ordway Prize von der Penny McCall Foundation
- 2007: Commission from Tate Modern, London
- 2010: Velázquez Visual Arts Prize
- 2014: Hiroshima Art Prize
- 2016: Nasher Prize[6]
- 2017: Rolf-Schock-Preis
- 2018: Ehrenmitglied der American Academy of Arts and Letters[7]
- 2019:  Possehl-Preis für Internationale Kunst
- 2019: Nomura Art Award[8]
- 2024: Praemium Imperiale in der Kategorie Skulptur[9]

## Museale Rezension
- Neue Galerie (Kassel), Kassel